# Bassus tumidulus
Bassus tumidulus är en stekelart som först beskrevs av Christian Gottfried Daniel Nees von Esenbeck 1812.  Bassus tumidulus ingår i släktet Bassus och familjen bracksteklar. Arten är reproducerande i Sverige. Utöver nominatformen finns också underarten B. t. rufus.